# Sam H. Jones
Sam H. Jones, né le 15 juillet 1897 et mort le 8 février 1978, gouverneur de la Louisiane du 14 mai 1940 au 9 mai 1944, membre du Parti démocrate.